# Olympische Sommerspiele 1968/Moderner Fünfkampf
Bei den XIX. Olympischen Sommerspielen 1968 in Mexiko-Stadt fanden zwei Wettkämpfe im Modernen Fünfkampf statt.

## Medaillenspiegel
| Platz | Land        | Gold | Silber | Bronze | Gesamt |
| ----- | ----------- | ---- | ------ | ------ | ------ |
| 1     | Ungarn      | 1    | 1      | –      | 2      |
| 2     | Schweden    | 1    | –      | –      | 1      |
| 3     | Sowjetunion | –    | 1      | 1      | 2      |
| 4     | Frankreich  | –    | –      | 1      | 1      |

## Zeitplan
| Datum       | Sportart                | Wettkampfstätte                    |
| ----------- | ----------------------- | ---------------------------------- |
| 13. Oktober | Geländeritt             | Campo Militar 1                    |
| 14. Oktober | Degenfechten            | Fernando-Montes-de-Oca-Fechthalle  |
| 15. Oktober | Pistolenschießen        | Poligono de tiro Vicente Suárez    |
| 16. Oktober | 300 m Freistilschwimmen | Alberca Olímpica Francisco Márquez |
| 17. Oktober | 4000 m Crosslauf        | Campo Militar 1                    |

## Ergebnisse

### Einzel
| Platz | Land | Sportler                  | Punkte |
| ----- | ---- | ------------------------- | ------ |
| 1     | SWE  | Björn Ferm                | 4964   |
| 2     | HUN  | András Balczó             | 4953   |
| 3     | URS  | Pawel Lednjow             | 4795   |
| 4     | GDR  | Karl-Heinz Kutschke       | 4764   |
| 5     | URS  | Borys Onyschtschenko      | 4756   |
| 6     | FRA  | Raoul Gueguen             | 4756   |
| 7     | HUN  | István Móna               | 4714   |
| 8     | GBR  | Jeremy Fox                | 4663   |
| 9     | URS  | Stasys Šaparnis           | 4656   |
| 10    | ITA  | Mario Medda               | 4631   |
|       |      |                           |        |
| 15    | GDR  | Jörg Tscherner            | 4515   |
| 17    | FRG  | Elmar Frings              | 4506   |
| 23    | AUT  | Wolf-Dietrich Sonnleitner | 4371   |
| 23    | SUI  | Alex Tschui               | 4337   |
| 28    | AUT  | Siegfried Springer        | 4293   |
| 32    | FRG  | Heiner Thade              | 4264   |
| 40    | GDR  | Wolfgang Lüderitz         | 3843   |
| 46    | FRG  | Hans Jürgen Todt          | 3009   |
|       | AUT  | Wolfgang Leu              | DNF    |

Datum: 13. bis 17. Oktober 1968

48 Teilnehmer aus 18 Ländern, davon 46 in der Wertung

### Mannschaft
| Platz | Land | Sportler                                                    | Punkte |
| ----- | ---- | ----------------------------------------------------------- | ------ |
| 1     | HUN  | András Balczó, István Móna, Ferenc Török                    | 14.325 |
| 2     | URS  | Pawel Lednjow, Borys Onyschtschenko, Stasys Šaparnis        | 14.248 |
| 3     | FRA  | Jean-Pierre Giudicelli, Raoul Gueguen, Lucien Guiguet       | 13.289 |
| 4     | USA  | Robert Beck, Tom Lough, James Moore                         | 13.280 |
| 5     | FIN  | Seppo Aho, Jorma Hotanen, Martti Ketelä                     | 13.238 |
| 6     | GDR  | Wolfgang Lüderitz, Karl-Heinz Kutschke, Jörg Tscherner      | 13.167 |
| 7     | JPN  | Toshio Fukui, Yūsō Makihira, Katsuaki Tashiro               | 13.083 |
| 8     | GBR  | Jeremy Fox, Barry Lillywhite, Robert Phelps                 | 12.893 |
| 9     | ITA  | Nicolo Deligia, Mario Medda, Giancarlo Morresi              | 12.601 |
| 10    | MEX  | David Bárcena, Eduardo Olivera, Eduardo Tovar               | 12.414 |
| 11    | BGR  | Iwan Apostolow, Antoni Panjowski, Konstantin Sardschew      | 11.976 |
| 12    | AUS  | Peter Macken, Donald McMiken, Duncan Page                   | 11.959 |
| 13    | FRG  | Elmar Frings, Heiner Thade, Hans Jürgen Todt                | 11.834 |
|       | AUT  | Wolfgang Leu, Wolf-Dietrich Sonnleitner, Siegfried Springer | DNF    |
|       | SWE  | Björn Ferm, Hans Jacobson, Hans-Gunnar Liljenwall           | DSQ    |

Datum: 13. bis 17. Oktober 1968

45 Teilnehmer aus 15 Ländern, 13 Teams in der Wertung
Die ursprünglich drittplatzierte schwedische Mannschaft wurde disqualifiziert und ihre Medaille aberkannt, da Hans-Gunnar Liljenwall gedopt gewesen war (zu hoher Alkoholwert im Blut).